# Большаков, Никифор Григорьевич
Никифор Григорьевич Большаков (1902 — 1941) — капитан Рабоче-крестьянской Красной Армии, участник советско-финской и Великой Отечественной войн, Герой Советского Союза (1940).

## Биография
Никифор Большаков родился в 1902 году в деревне Рогачиха (ныне — Верховажский район Вологодской области) в семье крестьянина.
Получил начальное образование, работал в родной деревне.
В 1924 году был призван на службу в Рабоче-крестьянскую Красную Армию. В 1928 году Большаков окончил артиллерийскую школу в Ленинграде. К 1940 году старший лейтенант Никифор Большаков командовал дивизионом 301-го гаубичного артиллерийского полка 7-й армии Северо-Западного фронта. Отличился во время советско-финской войны.
В ходе прорыва финской обороны в районе реки Коссен-Йоки Большаков огнём орудий своего дивизиона подавил несколько вражеских огневых точек, уничтожил 3 блиндажа и большое количество солдат и офицеров противника.
Указом Президиума Верховного Совета СССР от 15 января 1940 года за «образцовое выполнение боевых заданий командования на фронте борьбы с финской белогвардейщиной и проявленные при этом отвагу и геройство» старший лейтенант Никифор Большаков был удостоен высокого звания Героя Советского Союза с вручением ордена Ленина и медали «Золотая Звезда» за номером 200.
Принимал участие в Великой Отечественной войне. 20 августа 1941 года командир дивизиона 360-го гаубичного артиллерийского полка АРГК капитан Большаков пропал без вести.
Был также награждён орденом Красного Знамени и рядом медалей.

## Память
- В Верховажье в честь Большакова названа улица, на одном из домов на ней установлена мемориальная доска[2].
- В 2016 году на Федеральном военном мемориальном кладбище установлен кенотаф[3].